# Žan Zaletel
Žan Zaletel (ur. 16 września 1999) – słoweński piłkarz grający na pozycji obrońcy. Od 2022 zawodnik Viborg FF.

## Kariera klubowa
Zaletel występował w młodzieżowych drużynach Rudaru Trbovlje (do 2015) oraz NK Bravo (2015–2018). W sezonie 2017/2018 rozegrał w pierwszej drużynie NK Bravo 12 spotkań w drugiej lidze słoweńskiej.
W 2018 przeszedł do NK Celje. W pierwszej lidze słoweńskiej zadebiutował 20 lipca 2018 w przegranym 1:2 spotkaniu z NK Aluminij. W sezonie 2019/2020 zdobył z zespołem mistrzostwo Słowenii. Regularnie występował w barwach Celje, łącznie dla tego klubu rozegrał 125 spotkań ligowych, w których strzelił 6 goli.
W 2022 został zawodnikiem Viborg FF, z którym podpisał 3-letni kontrakt. W Superligaen swój pierwszy mecz rozegrał 17 lipca 2022 przeciwko Aalborg BK (2:1). We wrześniu 2024 Viborg poinformował, że Zaletel opuści resztę sezonu 2024/2025 z powodu zerwania więzadeł krzyżowych.

## Kariera reprezentacyjna
Zaletel występował w młodzieżowych reprezentacjach Słowenii. W 2021 z kadrą U-21 wystąpił na mistrzostwach Europy, na których rozegrał 3 spotkania.
W pierwszej reprezentacji Słowenii zadebiutował 20 stycznia 2024 w wygranym 1:0 towarzyskim spotkaniu z Stanami Zjednoczonymi. Znalazł się w szerokiej kadrze na Mistrzostwa Europy 2024, jednak ostatecznie nie pojechał na ten turniej.

## Statystyki

### Klubowe
Stan na 17 września 2024
| Sezon   | Klub      | Kraj     | Rozgrywki   | Mecze | Bramki |
| ------- | --------- | -------- | ----------- | ----- | ------ |
| 2017/18 | NK Bravo  | Słowenia | 2. SNL      | 12    | 1      |
| 2018/19 | NK Celje  | Słowenia | 1. SNL      | 27    | 1      |
| 2019/20 | NK Celje  | Słowenia | 1. SNL      | 34    | 0      |
| 2020/21 | NK Celje  | Słowenia | 1. SNL      | 35    | 2      |
| 2021/22 | NK Celje  | Słowenia | 1. SNL      | 29    | 3      |
| 2022/23 | Viborg FF | Dania    | Superligaen | 26    | 0      |
| 2023/24 | Viborg FF | Dania    | Superligaen | 27    | 1      |
| 2024/25 | Viborg FF | Dania    | Superligaen | 5     | 0      |

### Reprezentacyjne
Stan na 17 września 2024
| Mecze i gole w reprezentacji | Mecze i gole w reprezentacji | Mecze i gole w reprezentacji   | Mecze i gole w reprezentacji | Mecze i gole w reprezentacji | Mecze i gole w reprezentacji | Mecze i gole w reprezentacji |
| Słowenia                     | Słowenia                     | Słowenia                       | Słowenia                     | Słowenia                     | Słowenia                     | Słowenia                     |
| Lp.                          | Data                         | Miejsce                        | Przeciwnik                   | Wynik                        | Gol                          | Rozgrywki                    |
| ---------------------------- | ---------------------------- | ------------------------------ | ---------------------------- | ---------------------------- | ---------------------------- | ---------------------------- |
| 1.                           | 20.01.2024                   | San Antonio, Stany Zjednoczone | Stany Zjednoczone            | 1:0                          |                              | towarzyski                   |
| 2.                           | 04.06.2024                   | Lublana, Słowenia              | Armenia                      | 2:1                          |                              | towarzyski                   |